# 中國倉鼠
中国仓鼠（学名：Cricetulus griseus）原产于中国北部沙漠地带。20世纪初，中国科学家首先把中国仓鼠作为生物实验动物使用。20世纪中期，美国科学家开始使用中国仓鼠做实验。1957年，一名来自美国科罗拉多大学的科学家首先从一个雌仓鼠的卵巢中在体外培养细胞。因为中国仓鼠有着特殊的基因构成，中国仓鼠卵巢细胞在体外很容易大量繁殖，从1980年代末开始，把重组基因植入仓鼠卵巢细胞(CHO cell，即Chinese Hamster Ovary)已经成为用哺乳动物细胞体外生产抗体药物等生物药物的最广泛使用的生产手段。
1. ↑  .   [2017-04-10]. （原始内容存档于2017-04-10）.